# Anna Björklund
Anna Linda Victoria Björklund, född 30 september 1990 i Stockholm, är en svensk radio-, kultur- och mediepersonlighet. Hon har varit skribent i ett antal större svenska tidningar och medproducerat en antal poddar. 2022 kom hennes första bok, Kvinnomanualen.

## Biografi
Björklund är uppvuxen i Stockholm. Hon har gått på riksinternatet Sigtunaskolan Humanistiska Läroverket samt studerat psykologi och arkitektur, även om hon inte har någon examen från någon högre utbildning.
Björklund utgjorde tidigare tillsammans med Christopher Garplind, Fredrik Söderholm och Moa Wallin redaktionen för satirprogrammet Tankesmedjan i P3, något hon fick avsluta 2020. Hon har sedan 2020 varit kulturskribent vid Göteborgs-Posten, liksom krönikör vid Fokus sedan 2020. Hon har skrivit i Expressen Kultur och sedan 2022 i Aftonbladet. Därutöver har hon bland annat skrivit i tidskriften Arkitekten.
Våren 2022 utkom hennes första bok Kvinnomanualen på Bazar förlag. Detta var en essäsamling om kvinnliga livsfrågor.
Björklund har varit delaktig i flera podcaster. 2018 gjorde hon och hennes man podden Det sista äktenskapet, 2022 gjorde hon med Anna Axfors podden Puss puss podcast. Hon drev åren 2018–2020, jämte Bianca Meyer och Moa Wallin, podcasten Della Q. Efter att Della Q splittrats startade hon 2020 podcasten Café Q. Från februari 2023 har hon tillsammans med Isabella Löwengrip podden Fint, fult och pengar.

## Samhällsdebatt
Björklund skrev en krönika i tidskriften Fokus i juli 2021 för vilken hon uppmärksammades. I krönikan skrev hon "Jag hatar Annie Lööf". Krönikan kritiserades av bland andra Ulf Bjereld som menade att hennes utspel var "djupt ovärdigt". I samband med publiceringen väcktes också kritik mot tidskriften. Motdebattörerna menade att tidskriften genom att publicera krönikan sänkte den publicistiska nivån.

## Privatliv
Björklund är sedan 2015 gift med komikern Kristoffer Svensson, med vilken hon har fyra barn.